# Birgit Bjørnvig
Birgit Bjørnvig, née le 4 janvier 1936 à Copenhague et morte le 3 octobre 2015, est une femme politique danoise.
Membre du Parti social-libéral danois, du Mouvement populaire contre l'Union européenne et du Mouvement de juin, elle siège au Parlement européen de 1987 à 1994.